# Splatting
Splatting (von engl. to splatter: „spritzen“) ist eine Rendertechnik der Volumengrafik. Sie betrachtet die Voxel als kleine Farbkügelchen, die auf die Bildebene geworfen werden und dort zerplatzen.

## Einordnung

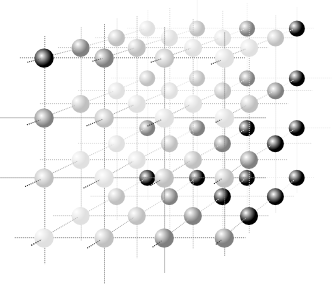
Abb. 1: Ein Voxelgitter. Den Wert eines Voxels kann man sich vereinfacht als Dichte des Objektes an diesem Punkt vorstellen.

In der Volumengrafik werden dreidimensionale Objekte durch Voxeldaten beschrieben. Diese werden erzeugt, indem innerhalb und außerhalb des realen Objektes an vielen Punkten stichprobenartig ein Materialwert abgelesen wird. Wird dies in regelmäßigen Abständen getan, so ist das Ergebnis ein dreidimensionales Gitter von Voxeln (siehe Abb. 1), auch Volumen genannt.
Ziel des Renderns ist es nun, aus einem solchen Voxelgitter Bilder zu berechnen; mathematisch spricht man von einer Projektion aus dem dreidimensionalen Raum in die (zweidimensionale) Bildebene.
In der Vergangenheit wurden dazu verschiedene Techniken entwickelt, namentlich Volume Raycasting, Shear-Warp, 3D Texture Mapping und eben Splatting. Splatting ist eine objektbasierte Rendertechnik: Während bildbasierte Techniken wie Volume Raycasting vom letztendlich zu erzeugenden Bild ausgehen und dieses Punkt für Punkt abarbeiten, geht Splatting vom Objekt aus und arbeitet dieses Voxel für Voxel ab.

## Vor- und Nachteile gegenüber anderen Volumendarstellungen
Im Gegensatz zum Raycasting handelt es sich hierbei um ein objektraumorientiertes Verfahren (Object-Order).
Die Datenwerte werden in Farbwerte umgewandelt und dann gemischt (Pre-Klassifikation), nicht umgekehrt (Post-Klassifikation).
Der Rechenaufwand beim Splatting ist von der Position der Bildebene abhängig.